# 충무공이순신급 구축함

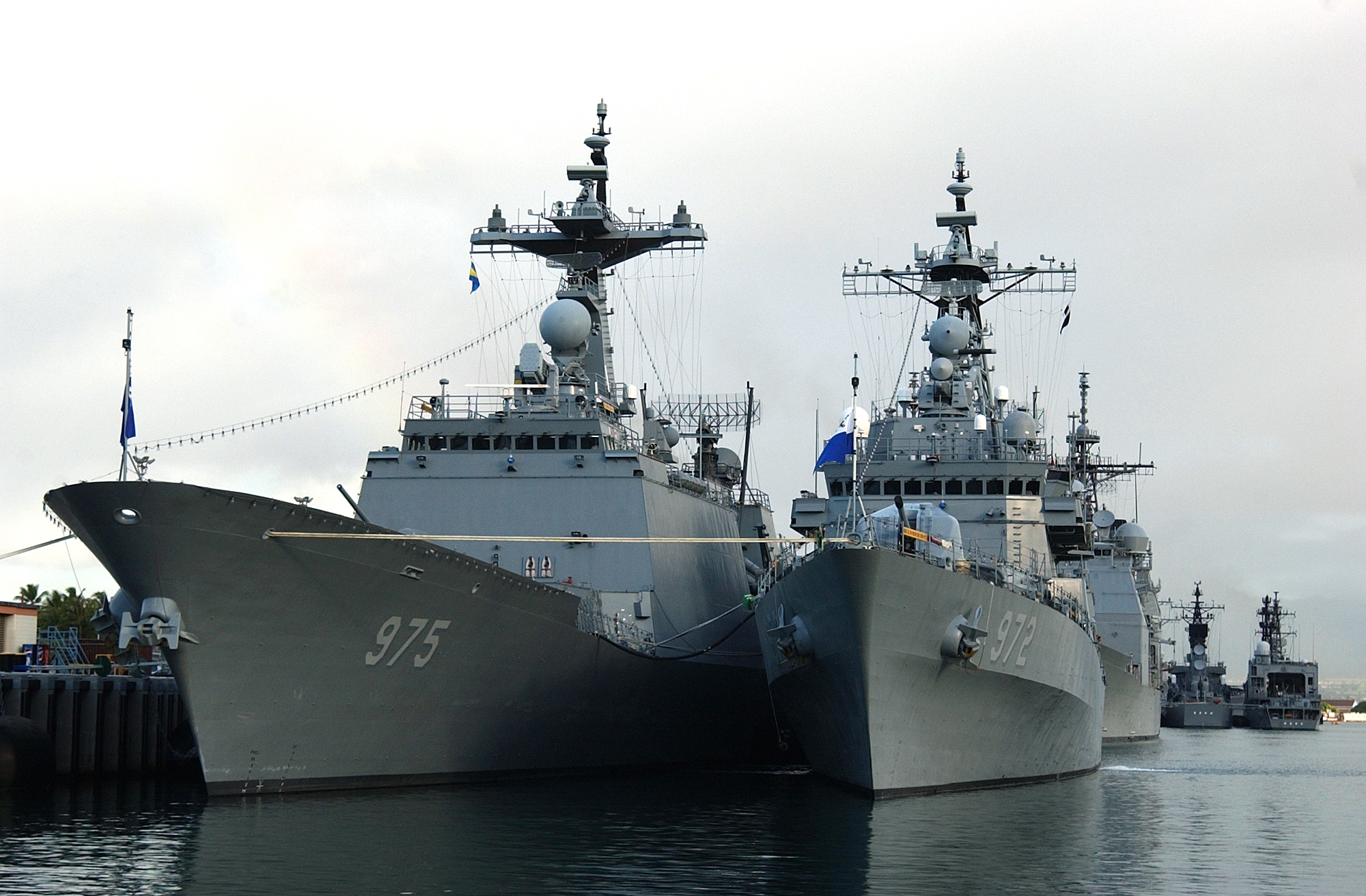
KD-1 을지문덕함(오른쪽)과 함께 하와이 진주만에 정박중인 KD-2 충무공이순신함(왼쪽)

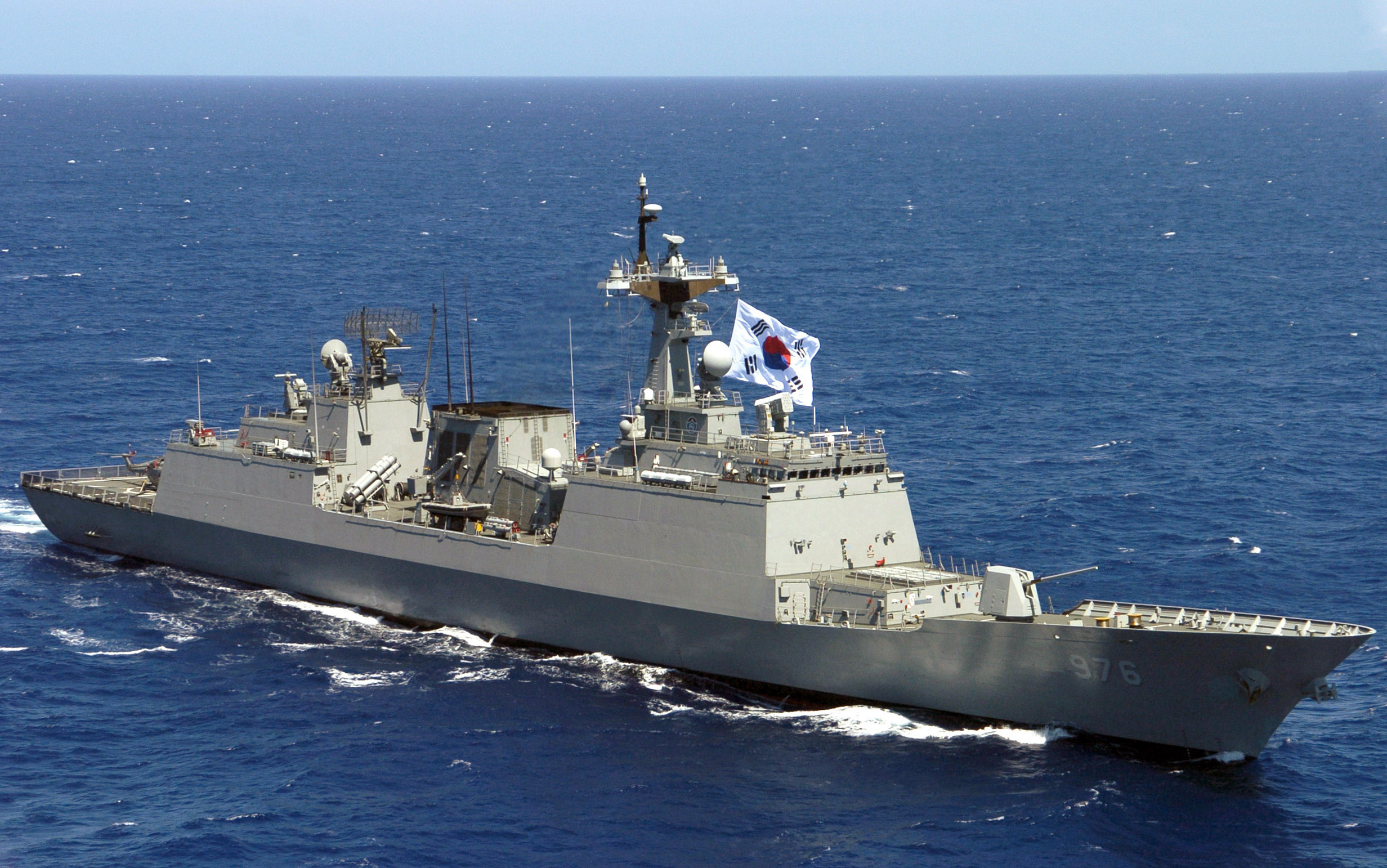
림팩 2004 훈련에 참가 중인 제2번함 문무대왕함

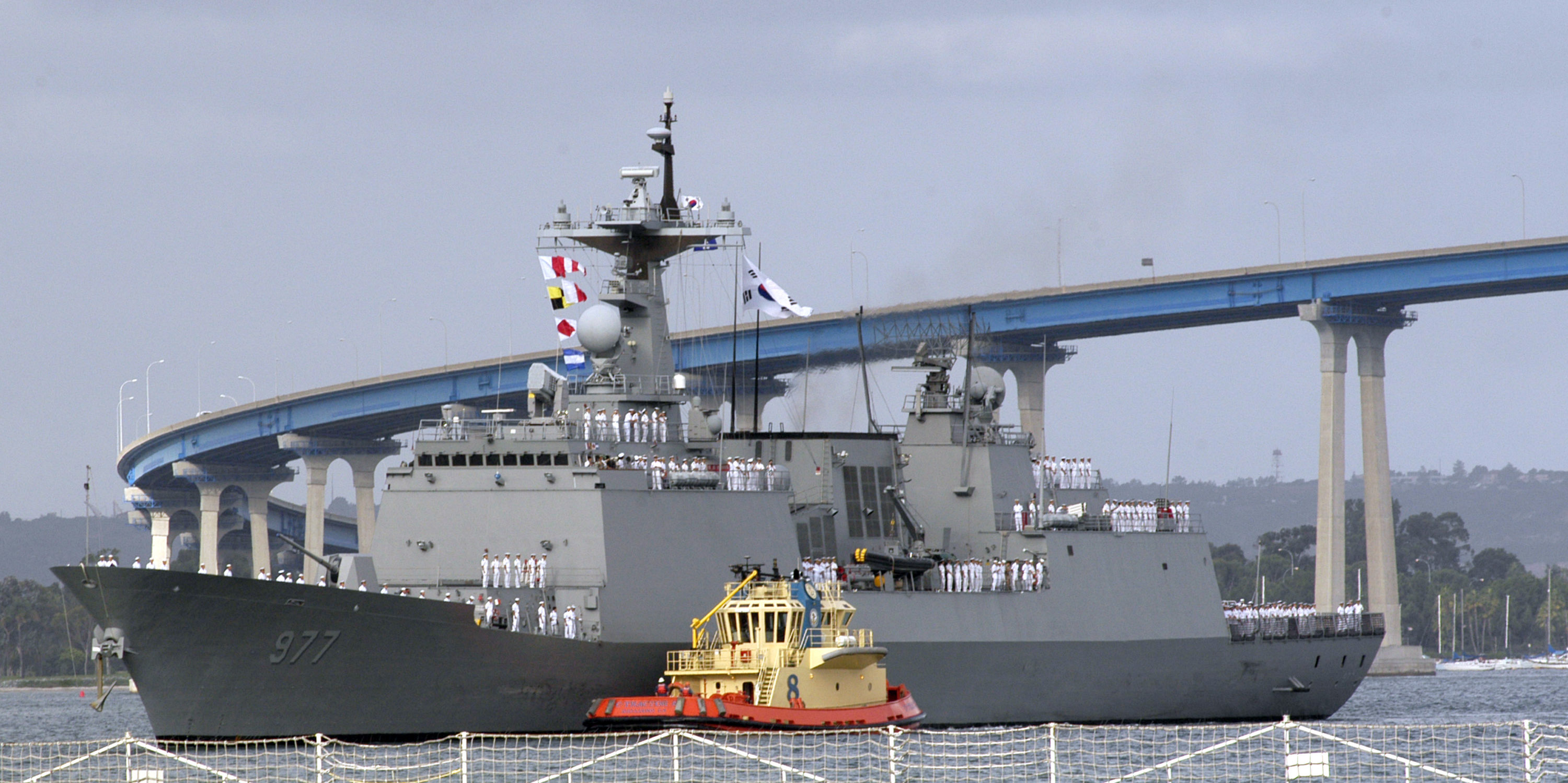
2006년 미국 산 디에고 해군기지에 입항 중인 DDH-977 대조영함

충무공이순신급 구축함(忠武公李舜臣級 驅逐艦)은 대한민국 해군이 운용하는 구축함이다.

## 건조 배경
광개토대왕급 구축함의 후속 구축함 사업인 KDX-2 일환으로 개발되었다. 대한민국 해군은 1990년대 대한민국 최초의 개함 방공 구축함인 광개토대왕급 구축함을 건조하고 림팩훈련 등에서 운영해본 결과, 대양환경에서의 작전상 한계를 느끼게 되었다. 이로 인해 기존 KDX-1 사업으로 만든 광개토대왕급 구축함는 원래 계획 12척에서 3척으로 축소되었고, 1996년 이러한 운영경험을 바탕으로 새로운 구축함 사업인 KDX-2 사업을 진행하게 되었다.
2001년 1월부터 본격적으로 건조하기 시작하였고 2002년 5월 초도함인 충무공 이순신함이 진수되었다. 충무공 이순신함은 최초의 함대 방공 구축함이라고 하였다. 이후 마지막함인 최영함이 2008년 9월 진수되면서 KDX-2 사업이 완료되었다. 대우조선해양과 현대중공업이 각각 3척씩, 총 6척이 건조되었다. 1척당 3,900억원이다.

## 특징
기존의 광개토대왕급 구축함과 달리 대한민국 해군 최초로 본격적으로 스텔스 설계가 적용된 대양함대용 전투함이자 SM-2 Blocks IIIA 중장거리 대공미사일을 채용한 첫 전투함이기도 하다. 또한 세계 최초로 다단계 대공방어망이라는 개념을 구성한 함이다.
3차원 레이다인 MW-08을 장착한 가장 큰 함으로써 동시교전개수와 사정거리에 대한 비판을 많이 받았다. 이로 인해 MW-08을 인천급 호위함에 장착된 SPS-550K로 교체할 예정으로, 사정거리가 크게 늘어나고 동시교전 개수가 기존의 1~2기에서 4~6기로 증가하면서 대폭 개선될 예정이다.
하지만 예상되던 통합마스트와 레이더 교체가 예산과 효용성 문제로 적신호가 켜졌다. 이순신급 계량에서 예상을 깨고 광개토대왕급 구축함과 같이 소나교체와 선체보강과 같은 소소한 개량만 있을 예정이다. 실제로 이순신급의 레이더를 교체하려면 대대적인 함의 변형이 있어야하고 그로인한 예산이 많이 든다는 점에서 신형함을 뽑는것보다 메리트가 떨어진다는 지적이 있었다.
2022년 12월 28일 제148회 방위사업추진위원회에서 기존 사업 범위에 이순신급 구축함 유도탄조사기 교체를 추가한 수정안이 의결되었다.

## 동급 함정
DDH-975 충무공 이순신, DDH-976 문무대왕, DDH-977 대조영, DDH-978 왕건, DDH-979 강감찬, DDH-981 최영 등 총 6척이 건조 되었다
| 함번    | 함명          | 진수             | 취역             | 제작         |
| ------- | ------------- | ---------------- | ---------------- | ------------ |
| DDH-975 | 충무공 이순신 | 2002년 5월 22일  | 2003년 12월 1일  | 대우조선해양 |
| DDH-976 | 문무대왕      | 2003년 4월 11일  | 2004년 9월 30일  | 현대중공업   |
| DDH-977 | 대조영        | 2003년 11월 12일 | 2005년 6월 30일  | 대우조선해양 |
| DDH-978 | 왕건          | 2005년 5월 4일   | 2006년 11월 10일 | 현대중공업   |
| DDH-979 | 강감찬        | 2006년 3월 16일  | 2007년 10월 2일  | 대우조선해양 |
| DDH-981 | 최영          | 2006년 10월 20일 | 2008년 9월 4일   | 현대중공업   |

## 주요 무기 체계

### 스탠더드 미사일
충무공이순신급 구축함은 대한민국 해군 최초의 중장거리 대공방어체계를 갖춘 전투함으로 SM-2 블록 IIIA 미사일을 주력 대공 무기로 장착한다. 함대로 접근하는 미사일과 항공기를 중장거리에서 차단하는 역할을 하며 이지스함인 세종대왕급 구축함과 합동교전을 통해 부분적인 광역방공이 가능하다.

### RIM-116 램 미사일
RIM-116 램은 미국 레이시온사의 제품으로 21연장 단거리 대공미사일이다. 적의 항공기나 미사일이 기존의 중장거리 대공방어 체계를 돌파하고 9km 이내의 접근할 때 사용한다.

### 골키퍼 근접방어 무기체계
최후의 대공방어체계인 골키퍼 근접방어 무기체계는 네덜란드 탈레스사 제품으로 A-10 썬더볼트 공격기의 GAU-8/A 30mm 기관포를 기반으로 제작되었다. 3km이내의 적을 요격할 때 사용하며 30mm 기관포의 특성상 20mm 팰렁스 CIWS보다 표적 제압능력이 뛰어난것으로 알려진다. 초당 70발 사격이 가능하다.

### 현무-3 순항미사일
현무-3은 대한민국이 독자 개발 완료한 토마호크형 순항 미사일로 대한민국의 국방과학연구소(ADD)가 10여 년 만에 개발을 마쳤다. 지상에서 50∼100m 정도의 고도를 유지하며 빠른 속도로 비행하기 때문에 요격하기 힘들고, 관성 항법 장치와 지형영상대조항법 체계를 갖추고 있어 오차범위가 3m 이내일 정도로 정확성이 높은 것으로 알려졌다.

### 홍상어 대잠로켓
홍상어 대잠 미사일은 대한민국 해군과 국방과학연구소가 개발한 대잠 미사일로 미국의 ASROC과 같은 형태이며, 청상어 경어뢰가 탑재되어 있다.

### 하푼 대함미사일 (초기형)
하푼 대함미사일은 미국 보잉 IDS에서 개발 생산하고 있는 대함미사일로 초기형에서 장착되고 있다

### 해성 대함미사일 (후기형)
해성 대함미사일은 대한민국이 개발에 성공한 함대함 미사일로 LIG넥스원과 국방과학연구소(ADD)가 개발에 참여했다. 후기형 이후에 건조되는 함에 장착되고 있다.

## 라파예트와의 유사성
충무공 이순신급 구축함은 프랑스의 라파예트급 호위함의 스텔스 디자인을 본따서 설계되었다. 이후 대한민국 해군 후속 함정들은 라파예트를 본딴 스텔스 디자인들을 본격적으로 채용하였다. 대만이 라파예트를 수입했고, 중국은 라파예트의 외양인 054형 호위함과 054A형 호위함을 건조했다.

## 최초의 SM-2 발사

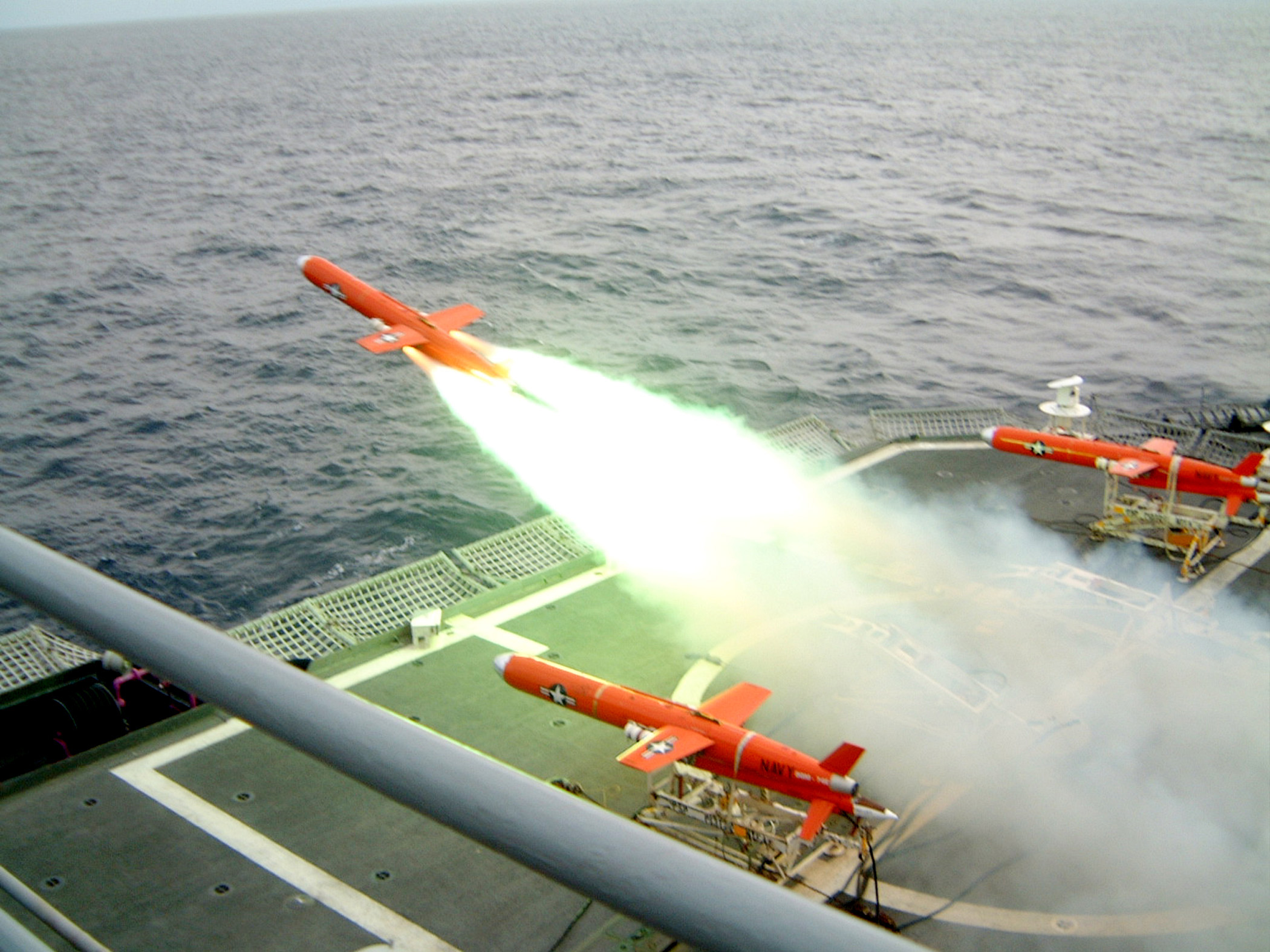
무인표적기 BQM-74E Chukar가 구축함에서 발사되고 있다

림팩 2004에 참가한 충무공이순신함은 대한민국이 도입한 SM-2 미사일을 최초로 발사했다.
- 2004년 7월 29일 - 20km 거리에서 450노트(마하 0.68) 속도로 접근하는 BQM-74E를 격추했다.
- 2004년 7월 31일 - 113km 거리에서 450노트(마하 0.68) 속도로 접근하는 BQM-74E를 격추했다.

## 평가
충무공 이순신급을 운영하는 해군에서 좋은 평가를 받아서, 12척 가량 확보하고 싶어했다. 이를 통해 66기동함대의 핵심전력으로 구상했으나, 국방개혁 2020에서 예산문제로 인해 6척으로 축소되었다.
미국이 연안전투함 52척 건조 계획을 취소하고, 한국의 충무공이순신급과 거의 동일하게 생긴 컨스텔레이션급 호위함 22척 건조를 추진중이다.
- 충무공이순신급 구축함, 길이 150 m, 마크41 VLS 32문
- 컨스텔레이션급 호위함, 길이 151 m, 마크41 VLS 32문

## 같이 보기
- 대한민국 해군의 함정 목록
- 한국형 구축함
- 소말리아 해역 호송전대